# Leona Vicario (telenovela)
Leona Vicario fue una telenovela mexicana producida por Alexis Pola para Canal 13 en 1982. Fue protagonizada por Diana Bracho acompañada de un gran reparto.

## Argumento
Narra la historia de Leona Vicario, una joven de la alta sociedad que se hizo célebre por contribuir de manera singular a la causa insurgente durante la lucha por la Independencia de México.

## Elenco
- Diana Bracho - Leona Vicario
- Aarón Hernán - Don Agustín Pomposo
- Ana Bertha Espín - Adela Camacho
- Miguel Palmer - Andrés Quintana Roo
- María Rivas - María de Soto
- Oscar Morelli - José María García
- Carmelita González - Camila Fernández
- Gustavo Ganem
- Queta Lavat
- Carlos Rotzinger
- Marina Bonet
- Julio Monterde
- Ramón Menéndez
- Carlos Poulliot
- Gloria Alicia Inclán
- Luis Couturier
- Luciano Hernández de la Vega